# Tiger Morse
Joan „Tiger“ Morse (1931 New York – 22. dubna 1972 New York) byla americká módní návrhářka. Narodila se v New Yorku jako dcera architekta Morrise Henryho Sugarmana a studovala na Syracuské univerzitě. Začínala koncem padesátých let, a brzy navrhovala šaty například pro Jacqueline Kennedyovou a Jean Harvey Vanderbiltovou. V New Yorku vlastnila obchod nazvaný A La Carte. V roce 1967 s ní Andy Warhol natočil třiatřicetiminutový film. Ten je součástí Warholova pětadvacetihodinového filmu Four Stars. Zemřela na předávkování drogami ve věku 40 let.